# Курилівка (Ніжинський район)
Кури́лівка — село в Україні, у Талалаївській сільській громаді Ніжинського району Чернігівської області.
Населення становить 164 особи. До 2019 орган місцевого самоврядування — Безуглівська сільська рада.
До села Безуглівка 2 км. В селі є невелика річка Крапивна. За 5 км знаходиться село Талалаївка.
Поштовий індекс: 16652 (Безуглівське ПВ).

## Населення

### Мова
Розподіл населення за рідною мовою за даними перепису 2001 року:
| Мова       | Кількість | Відсоток |
| ---------- | --------- | -------- |
| українська | 242       | 96.03%   |
| російська  | 10        | 3.97%    |
| Усього     | 252       | 100%     |